# Лев Албурт
Лев Осипович Албурт е украино-американски шахматист, международен гросмайстор, треньор и известен автор на шахматна литература. От години е неактивен състезател.

## Биография
Албурт живее дълги години в Одеса, Украйна. Трикратен последователен шампион е на тази страна в периода 1972-1974 г. През 1976 и 1979 г. спечелва Европейската купа.
През 1979 г. емигрира в САЩ и се установява в Ню Йорк. Шампион е на новата си родина през 1984, 1985 и 1990 г. На два пъти спечелва откритото първенство на САЩ през 1987 и 1989 г.
През 1976 г. става международен майстор, а година по-късно – гросмайстор.
През 1991 г. прекратява състезателната си кариера, за да се заеме с треньорска дейност. От 2004 г. Албурт е сертифициран треньор на ФИДЕ със звание „FIDE Senior Trainer“.

## Участия на шахматни олимпиади
Албурт участва на три шахматни олимпиади. Изиграва 25 партии, постигай в тях 9 победи и 10 ремита. Средната му успеваемост е 56 процента. Има спечелени два бронзови отборни медала през 1982 и 1984 г. Последната му партия на шахматна олимпиада е срещу българина Венцислав Инкьов и завършва реми.
| Година | Организатор | Отбор | Класиране (отборно) | Дъска         |
| 1980   | Ла Валета   | САЩ   | 4                   | Първа         |
| 1982   | Люцерн      | САЩ   | 3                   | Трета         |
| 1984   | Солун       | САЩ   | 3                   | Първа резерва |

## Частична библиография
- „Secrets of the Russian Chess Masters: Fundamentals of the Game, Volume 1“ (в съавторство с Лари Пар)[5]
- „Secrets of the Russian Chess Masters: Beyond the Basics, Volume 2“ (в съавторство с Лари Пар)
- „Pirc Alert!: A Complete Defense Against 1. e4“ (в съавторство с Алекс Чернин)
- „Chess Rules of Thumb“ (в съавторство с Ал Лорънс)[1]
- „King in Jeopardy: The Best Techniques for Attack and Defense“ (в съавторство със Сам Палатник и Лари Пар)[6]
- „Just the Facts!: A Chess Information & Research Center Book“[6] (в съавторство с Николай Крогиус)
- „Chess Training Pocket Book: 300 Most Important Positions and Ideas“[6]
- „Chess Strategy for the Tournament Player“ (в съавторство със Сам Палатник и Ями Ансън)[6]
- „Chess Tactics for the Tournament Player“ (в съавторство със Сам Палатник и Ями Ансън)[6]
- „Comprehensive Chess Course: Learn Chess in 12 Lessons“ (в съавторство с Роман Пец)[5]
- „Comprehensive Chess Course: From Beginner to Tournament Player in 12 Lessons“ (в съавторство с Роман Пец)[5]
- „Building Up Your Chess: The Art of Accurate Evaluation and Other Winning Techniques“[5]
- „Playing Computer Chess: Getting the Most Out of Your Game“ (в съавторство с Ал Лорънс)[5]